# Christen, ätzet diesen Tag, BWV 63
Christen, ätzet diesen Tag, BWV 63 (Cristians, graveu aquest dia), és una cantata religiosa de Johann Sebastian Bach per al dia de Nadal, estrenada a Weimar, el 25 de desembre de 1713. És la primera cantata existent de Bach per al dia de Nadal.

## Origen i context
El llibret sembla de Johann Michael Heineccius, i forma part d'un conjunt de sermons publicats el 1717 amb motiu del segon centenari de la reforma luterana. El primer Nadal que Bach passà a Leipzig, l'any 1723, fou interpretada tres vegades, a l'església de Sant Tomàs en la primera missa del matí, a la de Sant Pau, de la Universitat, al servei del migdia, i a la de Sant Nicolau, a les vespres. En aquesta ocasió s'introduïren algunes modificacions entre les quals destaca, en l'ària per a soprano i baix, número 3, la substitució del solo d'oboè per l'orgue, que interpretà el mateix Bach. El contingut general de l'obra és bastant asèptic, poc definit sobre cap fet concret i no conté, pràcticament, elements propis d'una música nadalenca, encara que té un aire festiu i solemne indubtable. Per a aquest dia de Nadal es conserven, a més, les cantates BWV 91, BWV 110, i BWV 191, i la primera de l'Oratori de Nadal (BWV 248).

## Anàlisi
Obra escrita per a soprano, contralt, tenor, baix i cor; quatre trompetes, timbal, tres oboès, corda i baix continu amb fagot. Consta de set números amb una disposició clarament simètrica al voltant del recitatiu central.
1. Cor: Christen, ätzet diesen Tag (Cristians, graveu aquest dia)
2. Recitatiu (contralt): O selger Tag! o ungemeines Heute (Oh, beneït dia! Oh instant sens parió)
3. Ària (duo de soprano i baix): Gott, du hast es wohl gefüget (Déu, tu que decideixes molt bé)
4. Recitatiu (tenor): So kehret sich nun heut (Per tant, avui s'han esfumat)
5. Ària (duo de contralt i tenor): Ruft und fleht den Himmel an (Feu un clam tot suplicant al cel)
6. Recitatiu (baix): Verdoppelt euch demnach, ihr heißen Andachtsflammen (Acreixem, per tant, les nostra ablamada Devoció)
7. Cor: Höchster, schau in Gnaden an (Déu suprem, mireu amb clemència)

En el cor inicial ressalta el caràcter festiu de la cantata – només en aquesta i en la BWV 119 Bach empra quatre trompetes – amb un coral grandiós de gran efecte, en què se superposen els quatre plans sonors de les trompetes, els oboès, les cordes i el cor; el tractament del text és de tipus de motet, és a dir, cada part literària té la seva pròpia temàtica musical. El text del número 2, un recitatiu de contralt acompanyat per la corda, que es va escriure per a la versió de 1723, dona pas al duo de soprano i baix, acompanyat del solo d'oboè o d'orgue, que de manera alternativa arrosseguen l'altra veu darrere seu. El recitatiu número 4 de tenor, també es va reescriure per a la versió definitiva de Leipzig, i és el centre de simetria de la cantata, recorre a l'arioso en les últimes paraules sobre l'arc vinclat i l'espasa esmolada del Lleó de Judà. El segon duet, per a les altres dues veus, contralt i tenor, acompanyat de tota la corda i el continu, tradueix de manera admirable el text “Veniu, oh cristians, veniu en processó”. L'última intervenció del baix, número 6, té més d'arioso que de recitatiu, acompanyat del tres oboès i les cordes, dona pas al cor final, que és un dels més complexos escrits per Bach, que clou la cantata amb una atmosfera de festa inoblidable. Té una durada aproximada d'una mitja hora.

## Discografia seleccionada
- J.S. Bach: Das Kantatenwerk. Sacred Cantatas Vol. 4. Nikolaus Harnoncourt, Tölzer Knabenchor (Gerard Schmidt-Gaden, director del cor), Concentus Musicus Wien, Peter Jelosits (solista del cor), Paul Esswood, Kurt Equiluz, Ruud van der Meer. (Teldec), 1994.
- J.S. Bach: The complete live recordings from the Bach Cantata Pilgrimage. CD 1: Herderkirche, Weimar; 25 de desembre de 1999. John Eliot Gardiner, Monteverdi Choir, English Baroque Soloists, Joanne Lunn, William Towers, Jan Kobow, Dietrich Henschel. (Soli Deo Gloria), 2013.
- J.S. Bach: Complete Cantatas Vol. 3. Ton Koopman, Amsterdam Baroque Orchestra & Choir, Ruth Holton, Elisabeth von Magnus, Paul Agnew, Klaus Mertens. (Challenge Classics), 1995.
- J.S. Bach: Cantatas Vol. 7. Masaaki Suzuki, Bach Collegium Japan, Ingrid Schmithüsen, Yoshikazu, Makoto Sakurada, Peter Kooij. (BIS), 1998.
- J.S. Bach: Church Cantatas Vol. 20. Helmuth Rilling, Gächinger Kantorei, Bach-Collegium Stuttgart, Maria Friesenhausen, Julia Hamari, Adalbert Kraus, Wolfgang Schöne. (Hänssler), 1999.
- J.S. Bach: Christmas Cantatas from Leipzig. Philippe Herreweghe, Collegium Vocale Gent, Carolyn Sampson, Ingeborg Danz, Mark Padmore, Sebastian Noack. (Harmonia Mundi) France, 2002.